# Nejstarší moravské pověsti
Nejstarší moravské pověsti jsou souborem příběhů historického a epického charakteru o nejstarších dějinách Moravanů a mojmírovské dynastie, zaznamenaných buď ve franských či českých análech ve středověku a nebo v pozdějších barokních pramenech.
Franské kroniky zmiňují převážně sjednocení Slovanů kupcem Sámem. Přímo o Moravanech se zmiňuje okrajově až Kosmas a Dalimilova kronika, které zajímá především kníže Svatopluk. Ze starší doby se dochovaly legendy o sv. Cyrilu a Metoději, které zanechali jejich žáci. I nejstarší Kristiánovo dílo a také Giovanni di Marignolli se zmiňují o Moravě jen nepřímo. Dále se o třech synech knížete Svatopluka zmínil v roce 950 byzantský císař Konstantin VII. Porfyrogennetos, který zaznamenal pověst o lámání prutů. Další spisy z té doby se nedochovaly. Morava byla oproti zbytku Evropy celkem nezajímavým územím pro většinu kronikářů.
Knížecí moc na Moravě zmiňuje Přibík Pulkava. Nejdetailnější podání moravských pověstí poskytují až díla z pozdějších let. Kronikáři si příběhy velmi upravovali, takže věrohodnost textu není dostatečná. Rozsáhlé pojednání, i s přesnou datací, podává Václav Hájek z Libočan, jehož kronika nemapuje pouze Čechy, ale také Polsko a Moravu. Postavy jako Moravod, Hormidor nebo Chropin se objevili také u Gelasia Dobnera a Tomáše Pešiny z Čechorodu, který, ač byl Čechem, měl k Moravě velmi blízko, jelikož pocházel z Počátek. Tato díla vznikala pod vlivem národního uvědomění v Čechách, které mělo Moravany sloučit s českým obyvatelstvem.
Do moravských pověstí přispěl významně František Palacký, který sice považoval obyvatelstvo Moravy za české, ale moravskou kulturu a historii popisuje víceméně odděleně.
Několik příběhů s tematikou moravské historie zpracoval ve svém díle "Staré pověsti české" taktéž Alois Jirásek. Jde především o stručné vyprávění o životě knížete Svatopluka, kterého nazývá králem, a dále o pověst o Ječmínkovi, bájném spasiteli Moravanů.
Valná většina pověstí popisuje přímo vývoj mojmírovské dynastie a jejích předků, jen zčásti jsou zachyceny výjevy ze života Moravanů. Děj se odehrává nejčastěji v centru Moravy, tedy na území dnešního Jihomoravského a Zlínského kraje.
Vlastní moravské pověsti jsou zprvu velmi spjaty s vývojem na Slovensku, krátce i v Polsku a později velmi úzce s vývojem v Čechách. Spojení s jinými národy přinášejí i války, pověsti zachycují převážně ty s Franky, Avary, ale třeba i s Čechy.

## Původ
Původ nejstarších pověstí je nejistý. V Čechách se jedná o lidovou slovesnost propojenou s fantastickými prvky, ale k moravským tradicím pověstí není dostatek zdrojů. Možná jde pouze o napodobení českého dynastického mýtu, který Moravě chyběl, protože z období mezi Sámem a Mojmírem se nedochovaly žádné písemné prameny.
Některé názory spojují dynastické mýty (včetně moravského) s bájemi pohanských Slovanů a třeba i napojení na antiku. Pověsti o moravském vývoji po pádu Velké Moravy zachycují také knížete Olega, který má být původem z Kyjevské Rusi, což spojuje Moravu s východní Evropou a upozorňuje na Slovanskou jednotu.
Historici vidí spojení také se znojemskou rotundou, kde mohou některé postavy pocházet také z moravské tradice či dějin.